# 乘风街道
乘风街道，是中华人民共和国黑龙江省大庆市让胡路区下辖的一个乡镇级行政单位。

## 行政区划
乘风街道下辖以下地区：
乘风社区第一社区、乘风社区第二社区、乘风社区第三社区、乘风社区第四社区、乘新社区第二社区、乘新社区第三社区、东湖社区第一社区、东湖社区第二社区、东湖社区第三社区、东湖社区第四社区、东湖社区第五社区、东湖上城社区和彩虹社区。